# Baltsfjorden
Baltsfjorden er en fjord på nordsiden af øen Senja i Lenvik kommune i Troms og Finnmark fylke  i Norge, med indløb fra Norskehavet. Fjorden er 7,5 km lang, og går mod syd fra indløbet mellem Nøringen og Hekkingen fyr til gården Baltsfjord inderst i fjorden. Syd for Hekkingen går Hekkingsundet mod øst til Malangen.
Det er spredt bebyggelse på begge sider af fjorden, men det eneste med tættere bebyggelse ligger omkring Gamvika på østsiden, oftest kaldt Baltsfjord. Stedet er det eneste langs fjorden som har vejforbindelse, en 6 kilometer lang kommunal vej gennem Astridalen, mod syd til Botnhamn.